# Lételon
Lételon est une commune française, située dans le département de l'Allier en région Auvergne-Rhône-Alpes.

## Géographie
Lételon est située à 205 mètres d'altitude et s'étend sur 6,4 km2. Elle est baignée par le Cher au sud et à l'ouest. Elle est limitrophe du département du Cher (région Centre-Val de Loire) au sud, à l'ouest et au nord.

### Climat
Pour des articles plus généraux, voir Climat d'Auvergne-Rhône-Alpes et Climat de l'Allier.
En 2010, le climat de la commune est de type climat océanique dégradé des plaines du Centre et du Nord, selon une étude du CNRS s'appuyant sur une série de données couvrant la période 1971-2000. En 2020, Météo-France publie une typologie des climats de la France métropolitaine dans laquelle la commune est exposée à un climat océanique altéré et est dans la région climatique Ouest et nord-ouest du Massif Central, caractérisée par une pluviométrie annuelle de 900 à 1 500 mm, maximale en automne et en hiver.
Pour la période 1971-2000, la température annuelle moyenne est de 11,3 °C, avec une amplitude thermique annuelle de 15,8 °C. Le cumul annuel moyen de précipitations est de 772 mm, avec 10,9 jours de précipitations en janvier et 7,2 jours en juillet. Pour la période 1991-2020, la température moyenne annuelle observée sur la station météorologique de Météo-France la plus proche, sur la commune d'Orval à 11 km à vol d'oiseau, est de 12,3 °C et le cumul annuel moyen de précipitations est de 757,1 mm,. Pour l'avenir, les paramètres climatiques de la commune estimés pour 2050 selon différents scénarios d'émission de gaz à effet de serre sont consultables sur un site dédié publié par Météo-France en novembre 2022.

## Urbanisme

### Typologie
Au 1er janvier 2024, Lételon est catégorisée commune rurale à habitat très dispersé, selon la nouvelle grille communale de densité à 7 niveaux définie par l'Insee en 2022.
Elle est située hors unité urbaine. Par ailleurs la commune fait partie de l'aire d'attraction de Saint-Amand-Montrond, dont elle est une commune de la couronne,. Cette aire, qui regroupe 36 communes, est catégorisée dans les aires de moins de 50 000 habitants,.

### Occupation des sols

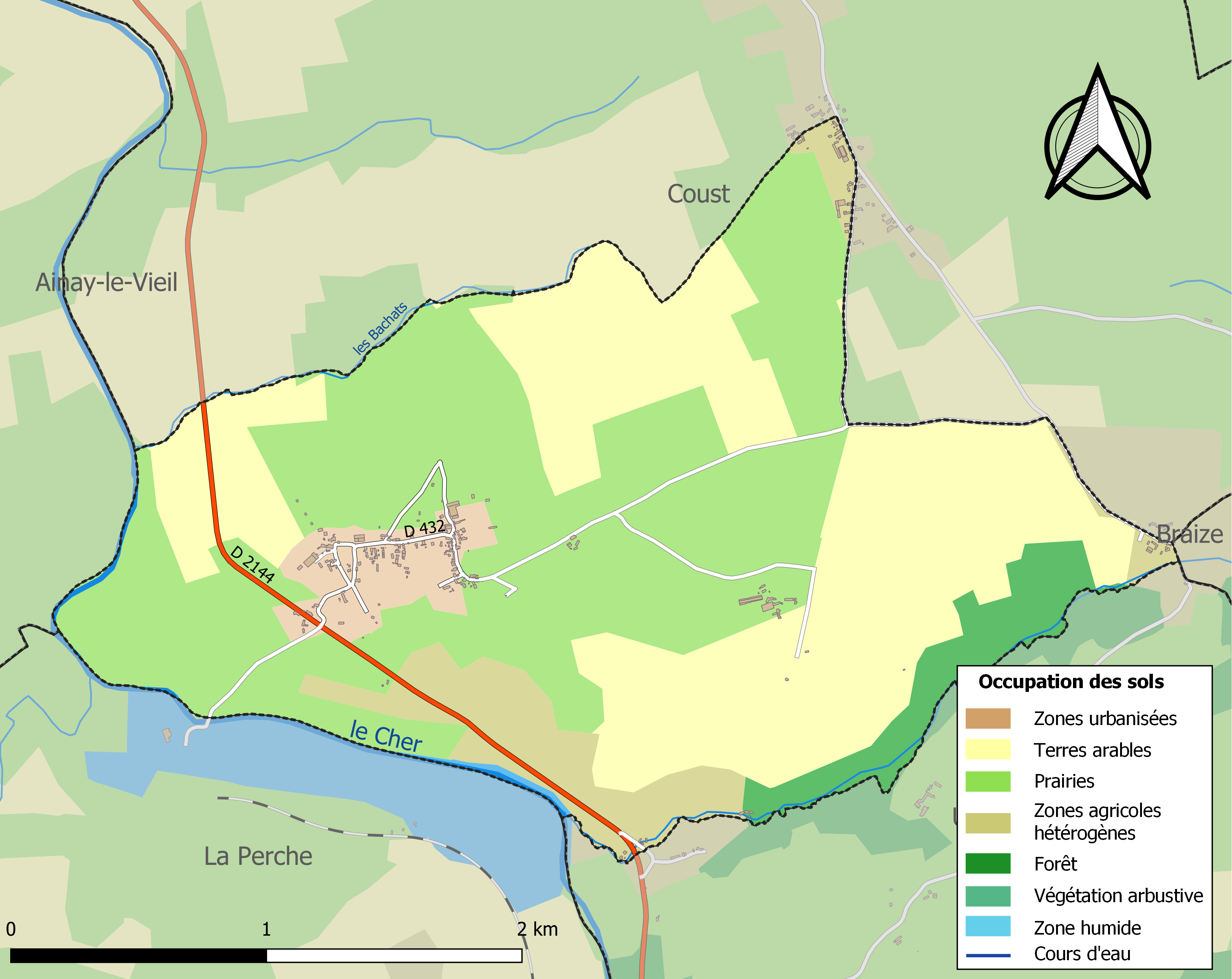
Carte des infrastructures et de l'occupation des sols de la commune en 2018 (CLC).

L'occupation des sols de la commune, telle qu'elle ressort de la base de données européenne d’occupation biophysique des sols Corine Land Cover (CLC), est marquée par l'importance des territoires agricoles (90,8 % en 2018), une proportion sensiblement équivalente à celle de 1990 (91,1 %). La répartition détaillée en 2018 est la suivante : 
prairies (45,7 %), terres arables (37,1 %), zones agricoles hétérogènes (8 %), forêts (4,5 %), zones urbanisées (4,4 %), eaux continentales (0,3 %).
L'IGN met par ailleurs à disposition un outil en ligne permettant de comparer l’évolution dans le temps de l’occupation des sols de la commune (ou de territoires à des échelles différentes). Plusieurs époques sont accessibles sous forme de cartes ou photos aériennes : la carte de Cassini (XVIIIe siècle), la carte d'état-major (1820-1866) et la période actuelle (1950 à aujourd'hui).

## Histoire
Au Moyen Âge, Lételon (anciennement l'Ételon) dépendait de la seigneurie d'Ainay-le-Château. En 1477, le maréchal de France Philippe de Culant est seigneur de Lételon, ainsi que de Saint-Amand-Montrond et des hameaux de Meslon et Changy, qui appartiennent de nos jours à la commune voisine de Coust. Proche du bourg, le lieu-dit les Places-Fortes laisse supposer l'existence d'anciennes fortifications.
Le village a notamment la particularité de ne pas avoir d'église. Les habitants de l'Ételon étaient rattachés à la paroisse d'Urçay, comme l'attestent les registres paroissiaux.

## Politique et administration
| Période                                  | Période                      | Identité        | Étiquette | Qualité                                    |
| ---------------------------------------- | ---------------------------- | --------------- | --------- | ------------------------------------------ |
| Les données manquantes sont à compléter. |                              |                 |           |                                            |
| mars 2001                                | mars 2008                    | Bernard Rondet  |           |                                            |
| mars 2008                                | août 2012                    | Jaqueline Elias |           |                                            |
| septembre 2012                           | décembre 2017                | Cyril Roméro    | DVG       | Agriculteur Réélu en 2014                  |
| 22 décembre 2017                         | En cours (au 8 juillet 2020) | David Loubry    |           | Sapeur-pompier professionnel Réélu en 2020 |

## Démographie
L'évolution du nombre d'habitants est connue à travers les recensements de la population effectués dans la commune depuis 1793. Pour les communes de moins de 10 000 habitants, une enquête de recensement portant sur toute la population est réalisée tous les cinq ans, les populations de référence des années intermédiaires étant quant à elles estimées par interpolation ou extrapolation. Pour la commune, le premier recensement exhaustif entrant dans le cadre du nouveau dispositif a été réalisé en 2004.

En 2022, la commune comptait 91 habitants, en évolution de −19,47 % par rapport à 2016 (Allier : −1,38 %, France hors Mayotte : +2,11 %).
| 1793 | 1800 | 1806 | 1821 | 1831 | 1836 | 1841 | 1846 | 1851 |
| ---- | ---- | ---- | ---- | ---- | ---- | ---- | ---- | ---- |
| 301  | 291  | 329  | 340  | 404  | 401  | 378  | 360  | 390  |

| 1856 | 1861 | 1866 | 1872 | 1876 | 1881 | 1886 | 1891 | 1896 |
| ---- | ---- | ---- | ---- | ---- | ---- | ---- | ---- | ---- |
| 345  | 332  | 360  | 360  | 352  | 328  | 350  | 349  | 362  |

| 1901 | 1906 | 1911 | 1921 | 1926 | 1931 | 1936 | 1946 | 1954 |
| ---- | ---- | ---- | ---- | ---- | ---- | ---- | ---- | ---- |
| 337  | 336  | 321  | 245  | 228  | 219  | 224  | 170  | 177  |

| 1962 | 1968 | 1975 | 1982 | 1990 | 1999 | 2004 | 2006 | 2009 |
| ---- | ---- | ---- | ---- | ---- | ---- | ---- | ---- | ---- |
| 164  | 166  | 165  | 155  | 143  | 144  | 141  | 139  | 123  |

| 2014 | 2019 | 2022 | - | - | - | - | - | - |
| ---- | ---- | ---- | - | - | - | - | - | - |
| 112  | 92   | 91   | - | - | - | - | - | - |

## Culture locale et patrimoine

### Lieux et monuments
La commune a la particularité de ne pas avoir d'église.